# Angelo Bagnasco
Angelo Bagnasco (Pontevico, 14. siječnja 1943.) talijanski je kardinal Katoličke Crkve. Bio je nadbiskup Genove od 2006. do 2020. godine. Bio je predsjednik Talijanske biskupske konferencije (CEI) od 2007. do 2017. godine, a 2007. godine uzdignut je u rang kardinala. Bio je predsjednik Vijeća Biskupskih konferencija Europe (CCEE) od 2016. do 2021. godine.
Bagnasco je sudjelovao u papinskoj konklavi 2013. na kojoj je izabran papa Franjo, a neki su ga mediji vidjeli kao mogućeg kandidata (papabili) za papinstvo.